# Torneo Apertura 2018 (Bolivia)
El Torneo Apertura 2018 fue el que inició la temporada de la División de Fútbol Profesional. Comenzó el sábado 27 de enero y finalizó el miércoles 6 de junio. El campeón del torneo fue Wilstermann y clasificó a la Copa Libertadores 2019 como Bolivia 1.

## Sistema de juego
Es el primer Torneo de la División de Fútbol Profesional 2018. Fue definido por el Consejo Superior de la FBF que el Torneo Apertura se dispute en dos series A y B, cada serie conformada por 7 equipos. Los mejores 4 de cada serie clasificarán a una liguilla de ganadores, donde el ganador será el campeón y clasificará a la Copa Conmebol Libertadores 2019 (como Bolivia 1) junto con el subcampeón (Bolivia 4); el equipo ubicado 3er. puesto clasificará como Bolivia 1 a la Copa Conmebol Sudamericana 2019. Mientras que los 3 equipos restantes de cada serie jugarán una liguilla de perdedores (donde el ganador clasificará como Bolivia 4 a la Copa Conmebol Sudamericana 2019). Los play-off se disputarán sin gol de diferencia, será por puntos, en caso de que dos clubes igualen en puntos en los play-off se definirá en lanzamiento desde el punto penal. 

### Árbitros
| Árbitros habilitados | Árbitros habilitados | Árbitros habilitados | Árbitros habilitados      |
| Departamento         | Nombre               | Edad                 | Categoría                 |
| -------------------- | -------------------- | -------------------- | ------------------------- |
| Cochabamba           | Raúl Orosco          | 46 años              | Árbitro de categoría FIFA |
| Beni                 | Alejandro Mancilla   | -                    |                           |
| Chuquisaca           | José Jordán          | 47 años              | Árbitro de categoría FIFA |
| Santa Cruz           | Juan Nelio García    | 43 años              | Árbitro de categoría FIFA |
| La Paz               | Luis Yrusta          | 46 años              | Árbitro de categoría FIFA |
| Potosí               | Orlando Quintana     | -                    |                           |
| Cochabamba           | Víctor Hugo Hurtado  | -                    |                           |
| Santa Cruz           | Ivo Mendez           | 34 años              | Árbitro de categoría FIFA |
| Cochabamba           | Hostin Prado         | -                    |                           |
| Oruro                | Álvaro Campos        | -                    |                           |
| Cochabamba           | Carlos García        | -                    |                           |
| Tarija               | Jordy Alemán         | -                    |                           |
| Oruro                | Gery Vargas          | 44 años              | Árbitro de categoría FIFA |
| La Paz               | Gado Flores          | -                    |                           |
| Tarija               | Nelson Barros        | -                    |                           |
| La Paz               | Juan Castro          | -                    |                           |
| Santa Cruz           | Joaquín Antequera    | -                    |                           |
| Tarija               | Jorge Justiniano     | -                    |                           |
| La Paz               | Julio Gutiérrez      | -                    |                           |
| Santa Cruz           | Rafael Subirana      | -                    |                           |

## Clubes participantes

### Distribución geográfica de los clubes
| Departamento | Cantidad | Club              |
| ------------ | -------- | ----------------- |
| Santa Cruz   | 6        | Blooming          |
| Santa Cruz   | 6        | Destroyers        |
| Santa Cruz   | 6        | Guabirá           |
| Santa Cruz   | 6        | Oriente Petrolero |
| Santa Cruz   | 6        | Royal Pari        |
| Santa Cruz   | 6        | Sport Boys        |
| Cochabamba   | 2        | Aurora            |
| Cochabamba   | 2        | Wilstermann       |
| La Paz       | 2        | Bolívar           |
| La Paz       | 2        | The Strongest     |
| Potosí       | 2        | Nacional Potosí   |
| Potosí       | 2        | Real Potosí       |
| Chuquisaca   | 1        | Universitario     |
| Oruro        | 1        | San José          |

### Información de los clubes
| Club              | Entrenador         | Ciudad                                 | Estadio                                                     | Capacidad            | Marca            | Patrocinador                                                     |
| ----------------- | ------------------ | -------------------------------------- | ----------------------------------------------------------- | -------------------- | ---------------- | ---------------------------------------------------------------- |
| Aurora            | Román Arriarán     | Sacaba Ivirgarzama                     | Capitán José Angulo Evo Morales                             | 6200 25 000          | Boutique Celeste | Tigo                                                             |
| Blooming          | Erwin Sánchez      | Santa Cruz de la Sierra                | Ramón Tahuichi Aguilera                                     | 38 500               | Blooming Oficial | Tigo                                                             |
| Bolívar           | Vinícius Eutrópio  | Nuestra Señora de La Paz               | Hernando Siles Simón Bolívar                                | 42 000 5000          | Joma             | Samsung                                                          |
| Guabirá           | Víctor Hugo Antelo | Montero Santa Cruz de la Sierra Warnes | Gilberto Parada Ramón Tahuichi Aguilera Samuel Vaca Jiménez | 18 000 38 500 10 000 | Olive Sport      | Azúcar Guabirá                                                   |
| Destroyers        | José Peña          | Santa Cruz de la Sierra                | Ramón Tahuichi Aguilera                                     | 38 500               | Olive Sport      | Banco Ganadero                                                   |
| Jorge Wilstermann | Álvaro Peña        | Sacaba                                 | Capitán José Angulo                                         | 6200                 | Joma             | Taquiña Coboce Toyota                                            |
| Nacional Potosí   | Edgardo Malvestiti | Potosí                                 | Víctor Agustín Ugarte                                       | 30 000               | Willys           | Tigo BCP Cerveza Potosina                                        |
| Oriente Petrolero | Néstor Clausen     | Santa Cruz de la Sierra                | Ramón Tahuichi Aguilera                                     | 38 500               | Marca propia     | Tigo Tigre                                                       |
| San José          | Eduardo Villegas   | Oruro                                  | Jesús Bermúdez                                              | 30 000               | Willys           | Tigo Corinsa                                                     |
| Real Potosí       | Milton Maygua      | Potosí                                 | Víctor Agustín Ugarte                                       | 30 000               | Unosport         | Cerveza Potosina Tigo                                            |
| Royal Pari        | Roberto Mosquera   | Santa Cruz de la Sierra                | Ramón Tahuichi Aguilera Juan Carlos Durán                   | 38 500 12 000        | Sion Boulevard   | Grupo Sion                                                       |
| Sport Boys        | César Vigevani     | Warnes                                 | Samuel Vaca Jiménez                                         | 10 000               | Lhed Indumentari | Ciudad Nueva Santa Cruz Parque Industrial Latinoamericano Cafini |
| The Strongest     | César Farías       | Nuestra Señora de La Paz               | Hernando Siles Rafael Mendoza                               | 42 000 10 000        | Walon            | Cerveza Paceña Aceros Arequipa                                   |
| Universitario     | Óscar Sanz         | Sucre                                  | Olímpico Patria                                             | 30 000               | Fransport        | Fancesa Tigo BoA                                                 |
| 1. 2. 3.          |                    |                                        |                                                             |                      |                  |                                                                  |

### Entrenadores
| Listado de entrenadores            | Listado de entrenadores | Listado de entrenadores                               |
| Equipo                             | Fechas                  | Entrenador                                            |
| ---------------------------------- | ----------------------- | ----------------------------------------------------- |
| Aurora                             | 1.ª a 12.ª              | Miguel Ángel Zahzú                                    |
| Aurora                             | 13.ª en adelante        | Román Arriarán (interino)                             |
| Blooming                           | 1.ª a 6.ª               | Jeaustin Campos                                       |
| Blooming                           | 7.ª a 9.ª y 14.ª        | Roly Paniagua (interino)                              |
| Blooming                           | 10.ª en adelante        | Erwin Sánchez                                         |
| Bolívar                            | Todas                   | Vinicius Eutrópio                                     |
| Destroyers                         | Todas                   | José Peña                                             |
| Guabirá                            | Todas                   | Víctor Hugo Antelo                                    |
| Nacional Potosí                    | 1.ª a 3.ª               | Ángel Pérez García                                    |
| Nacional Potosí                    | 4.ª en adelante         | Edgardo Malvestiti                                    |
| Oriente Petrolero                  | Todas                   | Néstor Clausen                                        |
| Real Potosí                        | Todas                   | Milton Maygua                                         |
| Royal Pari                         | 1.ª a 10.ª              | David de la Torre                                     |
| Royal Pari                         | 11.ª a 12.ª             | Miguel Abrigo (interino) Claudio Rodríguez (interino) |
| Royal Pari                         | 13.ª en adelante        | Roberto Mosquera                                      |
| San José                           | Todas                   | Eduardo Villegas                                      |
| Sport Boys                         | 1.ª a 5.ª               | Marcos Ferrufino                                      |
| Sport Boys                         | 6.ª en adelante         | César Vigevani                                        |
| The Strongest                      | 7.ª a 9.ª y 14.ª        | Carlos Ischia                                         |
| The Strongest                      | 10.ª en adelante        | César Farías                                          |
| Universitario                      | Todas                   | Óscar Sanz                                            |
| Wilstermann                        | Todas                   | Álvaro Peña                                           |
| 1. 2. 3. 4. 5. 6. 7. 8. 9. 10. 11. |                         |                                                       |

#### Cambios de entrenadores
| Equipo | Pos. | Entrenador Saliente | Último partido | Fecha | Entrenador sucesor | Fecha debut |
| ------ | ---- | ------------------- | -------------- | ----- | ------------------ | ----------- |
|        |      | Bandera de ?        | - : -          | -.º   | Bandera de ?       | -.º         |

### Jugadores extranjeros
Cada equipo pudo incluir dentro de su lista un máximo de seis jugadores extranjeros, permitiéndose un máximo de 4 jugadores extranjeros simultáneos en cancha. Los jugadores extranjeros que posean nacionalidad boliviana, pueden ser inscritos como jugadores bolivianos, pero en el terreno de juego cuentan como extranjeros. Los jugadores extranjeros que tengan uno o los dos padres bolivianos, son bolivianos en las listas y en el terreno de juego. Durante el período de fichajes los equipos pueden tener más de 6 jugadores extranjeros en sus filas siempre y cuando el jugador no esté inscrito reglamentariamente.
| Jugadores extranjeros habilitados | Jugadores extranjeros habilitados | Jugadores extranjeros habilitados | Jugadores extranjeros habilitados | Jugadores extranjeros habilitados | Jugadores extranjeros habilitados | Jugadores extranjeros habilitados | Jugadores extranjeros habilitados | Jugadores extranjeros habilitados | Jugadores extranjeros habilitados |
| Equipo                            | Jugador 1                         | Jugador 2                         | Jugador 3                         | Jugador 4                         | Jugador 5                         | Jugador 6                         | Jugador nacionalizado             | Jugador padres bolivianos         |                                   |
| --------------------------------- | --------------------------------- | --------------------------------- | --------------------------------- | --------------------------------- | --------------------------------- | --------------------------------- | --------------------------------- | --------------------------------- | --------------------------------- |
| Aurora                            | Geancarlos Martínez               | Javier León                       | José Fleitas                      | César Lamanna                     | Charles Da Silva                  |                                   | Juan P. Gómez Iván Zerda          |                                   |                                   |
| Blooming                          | Franco Coria                      | Pablo De Miranda                  | Gustavo Britos                    | Christian Latorre                 | Hugo Bargas                       | César Pereyra                     |                                   |                                   |                                   |
| Bolívar                           | Marcos Riquelme                   | Jacsson                           | Juanmi Callejón                   | William Ferreira                  | Mauricio Prieto                   |                                   | Damián Lizio                      | Martin Smedberg-Dalence           |                                   |
| Guabirá                           | Roberto Acosta                    | Pablo E. Espinoza                 | Julio Aguilar                     | Ezequiel Michelli                 | Marcelo Aguirre                   |                                   |                                   |                                   |                                   |
| Destroyers                        | Gustavo Almada                    | Arnaldo Vera                      | Vitor Cruz                        | Carlos Duarte                     | Jefferson Tavares                 | Amarildo                          |                                   |                                   |                                   |
| Jorge Wilstermann                 | Arnaldo Giménez                   | Alex da Silva                     | Serginho                          | Lucas Gaúcho                      | Cristian Chávez                   | Marcelo Bergese                   | Enrique Díaz                      | Alejandro Meleán                  |                                   |
| Nacional Potosí                   | Martín Galain                     | Thiago dos Santos                 | Wilder Salazar                    | Harold Reina                      | Enzo Borges                       | Aldo Paniagua                     |                                   | Gerardo Yecerotte                 |                                   |
| Oriente Petrolero                 | Maximiliano Freitas               | Marcel Román                      | José Alí Meza                     | Jorge Paredes                     | Paulo Rosales                     | Jhony Cano                        |                                   |                                   |                                   |
| San José                          | Carlos Emanuel Franco             | Marcos Barrera                    | Javier Sanguinetti                | José Luis Tancredi                | Jair Reinoso                      |                                   | Marcelo Gomes                     |                                   |                                   |
| Real Potosí                       | Rafael Santillan                  | Luciano Estrada                   | Maximiliano Martínez              | Leonardo Iglesias                 |                                   |                                   | Marcelo Robledo                   |                                   |                                   |
| Royal Pari                        | Mariano Brau                      | Ernesto Cristaldo                 | Mauro Milano                      | Thiago Ribeiro                    | Anderson Gonzaga                  | Marcos Pirchio                    | Martín Palavicini                 |                                   |                                   |
| Sport Boys                        | José Capdevila                    | Oscar B. Velázquez                | Luciano Ursino                    | Imanol Iriberri                   | Yony Angulo                       |                                   |                                   | Edivaldo Rojas                    |                                   |
| The Strongest                     | Edison Carcelén                   | Agustín Jara                      | Edis Ibargüen                     | Cristian Novoa                    |                                   |                                   | Pablo Escobar Fernando Martelli   | Maximiliano Ortiz                 |                                   |
| Universitario                     | Iván Brun                         | José Sardón                       | José Báez                         | Bruno Pascua                      | Federico Miño                     |                                   | Juan Camilo Ríos                  |                                   |                                   |

## Series

### Serie A
| Pos. | Equipo            | PJ | PG | PE | PP | GF | GC | DG  | Pts. | Clasificado a                            |
| ---- | ----------------- | -- | -- | -- | -- | -- | -- | --- | ---- | ---------------------------------------- |
| 1    | Jorge Wilstermann | 14 | 10 | 2  | 2  | 42 | 13 | 29  | 32   | Clasificados a Liguilla de Ganadores     |
| 2    | Bolívar           | 14 | 7  | 4  | 3  | 30 | 16 | 14  | 25   | Clasificados a Liguilla de Ganadores     |
| 3    | Oriente Petrolero | 14 | 5  | 5  | 4  | 26 | 21 | 5   | 20   | Clasificados a Liguilla de Ganadores     |
| 4    | Destroyers        | 14 | 3  | 7  | 4  | 22 | 28 | –6  | 16   | Clasificados a Liguilla de Ganadores     |
| 5    | Real Potosí *     | 14 | 5  | 1  | 8  | 23 | 47 | –24 | 13   | Clasificados a la Liguilla de Perdedores |
| 6    | Guabirá           | 14 | 2  | 5  | 7  | 23 | 28 | –5  | 11   | Clasificados a la Liguilla de Perdedores |
| 7    | Universitario     | 14 | 2  | 5  | 7  | 18 | 29 | –11 | 11   | Clasificados a la Liguilla de Perdedores |

| * | Se le descontaron 3 puntos según fallo TRD. |

### Serie B
| Pos. | Equipo          | PJ | PG | PE | PP | GF | GC | DG | Pts. | Clasificado a                            |
| ---- | --------------- | -- | -- | -- | -- | -- | -- | -- | ---- | ---------------------------------------- |
| 1    | San José        | 14 | 9  | 4  | 1  | 29 | 11 | 18 | 31   | Clasificados a Liguilla de Ganadores     |
| 2    | The Strongest   | 14 | 7  | 1  | 6  | 22 | 16 | 6  | 22   | Clasificados a Liguilla de Ganadores     |
| 3    | Nacional Potosí | 14 | 5  | 3  | 6  | 21 | 24 | –3 | 18   | Clasificados a Liguilla de Ganadores     |
| 4    | Blooming **     | 14 | 7  | 2  | 5  | 18 | 20 | –2 | 17   | Clasificados a Liguilla de Ganadores     |
| 5    | Royal Pari      | 14 | 3  | 5  | 6  | 13 | 19 | –6 | 14   | Clasificados a la Liguilla de Perdedores |
| 6    | Aurora          | 14 | 3  | 5  | 6  | 14 | 21 | –7 | 14   | Clasificados a la Liguilla de Perdedores |
| 7    | Sport Boys      | 14 | 3  | 5  | 6  | 14 | 22 | –8 | 14   | Clasificados a la Liguilla de Perdedores |

| ** | Se le descontaron 3 puntos por caso FIFA 161053 y otros 3 puntos por caso FIFA 170266. |

### Fixture
- La hora de cada encuentro corresponde al huso horario que rige a Bolivia (UTC-4).

| Fecha 1     | Fecha 1     | Fecha 1   | Fecha 1           | Fecha 1               | Fecha 1       | Fecha 1 | Fecha 1     | Fecha 1            | Fecha 1    | Fecha 1   | Fecha 1 |
| Serie       | Local       | Resultado | Visitante         | Estadio               | Fecha         | Hora    | TV          | Árbitro            | Amonestado | Expulsado |         |
| ----------- | ----------- | --------- | ----------------- | --------------------- | ------------- | ------- | ----------- | ------------------ | ---------- | --------- | ------- |
| B           | San José    | 1 - 2     | Nacional Potosí   | Jesús Bermúdez        | 27 de enero   | 15:30   | Tigo Sports | Raúl Orosco        | 8          | 0         |         |
| B           | Aurora      | 2 - 0     | The Strongest     | Capitán José Angulo   | 28 de enero   | 15:00   | Tigo Sports | Alejandro Mancilla | 3          | 0         |         |
| A           | Bolívar     | 5 - 1     | Jorge Wilstermann | Hernando Siles        | 28 de enero   | 16:00   | Bolívar TV  | José Jordán        | 7          | 0         |         |
| Interseries | Sport Boys  | 1 - 1     | Guabirá           | Samuel Vaca Jiménez   | 28 de enero   | 17:15   | Tigo Sports | Juan Nelio García  | 7          | 1         |         |
| B           | Blooming    | 2 - 2     | Royal Pari        | Ramón Aguilera Costas | 28 de enero   | 19:30   | Tigo Sports | Orlando Quintana   | 6          | 1         |         |
| A           | Destroyers  | 3 - 1     | Oriente Petrolero | Ramón Aguilera Costas | 22 de febrero | 20:30   | Tigo Sports | Juan Nelio García  | 9          | 0         |         |
| A           | Real Potosí | 4 - 4     | Universitario     | Víctor Agustín Ugarte | 31 de enero   | 20:00   | Tigo Sports | Víctor Hurtado     | 8          | 1         |         |

| Fecha 2     | Fecha 2           | Fecha 2   | Fecha 2         | Fecha 2               | Fecha 2      | Fecha 2 | Fecha 2     | Fecha 2           | Fecha 2    | Fecha 2   | Fecha 2 |
| Serie       | Local             | Resultado | Visitante       | Estadio               | Fecha        | Hora    | TV          | Árbitro           | Amonestado | Expulsado |         |
| ----------- | ----------------- | --------- | --------------- | --------------------- | ------------ | ------- | ----------- | ----------------- | ---------- | --------- | ------- |
| B           | The Strongest     | 1 - 1     | San José        | Hernando Siles        | 2 de febrero | 20:00   | Tigo Sports | Ivo Mendez        | 5          | 0         |         |
| B           | Royal Pari        | 3 - 0     | Aurora          | Ramón Aguilera Costas | 3 de febrero | 15:00   | Tigo Sports | Luis Irusta       | 5          | 0         |         |
| Interseries | Real Potosí       | 3 - 2     | Nacional Potosí | Víctor Agustín Ugarte | 4 de febrero | 15:00   | Tigo Sports | Orlando Quintana  | 7          | 1         |         |
| B           | Sport Boys        | 0 - 2     | Blooming        | Samuel Vaca Jiménez   | 4 de febrero | 15:00   | Tigo Sports | Hostin Prado      | 4          | 0         |         |
| A           | Universitario     | 0 - 1     | Bolívar         | Olímpico Patria       | 4 de febrero | 17:15   | Tigo Sports | Juan Nelio García | 5          | 0         |         |
| A           | Oriente Petrolero | 5 - 2     | Guabirá         | Ramón Aguilera Costas | 4 de febrero | 19:30   | Tigo Sports | José Jordán       | 11         | 2         |         |
| A           | Jorge Wilstermann | 4 - 0     | Destroyers      | Capitán José Angulo   | 5 de febrero | 15:00   | Tigo Sports | Álvaro Campos     | 8          | 0         |         |

| Fecha 3     | Fecha 3         | Fecha 3   | Fecha 3           | Fecha 3               | Fecha 3       | Fecha 3 | Fecha 3     | Fecha 3           | Fecha 3    | Fecha 3   | Fecha 3 |
| Serie       | Local           | Resultado | Visitante         | Estadio               | Fecha         | Hora    | TV          | Árbitro           | Amonestado | Expulsado |         |
| ----------- | --------------- | --------- | ----------------- | --------------------- | ------------- | ------- | ----------- | ----------------- | ---------- | --------- | ------- |
| B           | San José        | 3 - 0     | Royal Pari        | Jesús Bermúdez        | 6 de febrero  | 20:00   | Tigo Sports | Carlos García     | 5          | 1         |         |
| B           | Aurora          | 2 - 2     | Sport Boys        | Capitán José Angulo   | 7 de febrero  | 15:00   | Tigo Sports | José Jordán       | 9          | 2         |         |
| B           | Nacional Potosí | 0 - 1     | The Strongest     | Víctor Agustín Ugarte | 7 de febrero  | 20:00   | Tigo Sports | Juan Nelio García | 6          | 0         |         |
| A           | Bolívar         | 5 - 1     | Real Potosí       | Hernando Siles        | 8 de febrero  | 20:00   | Bolívar TV  | Jorge Mancilla    | 1          | 1         |         |
| A           | Destroyers      | 1 - 0     | Universitario     | Ramón Aguilera Costas | 9 de febrero  | 20:00   | Tigo Sports | Raúl Orosco       | 7          | 0         |         |
| A           | Guabirá         | 1 - 3     | Jorge Wilstermann | Samuel Vaca Jiménez   | 28 de febrero | 15:30   | Tigo Sports | Orlando Quintana  | 9          | 1         |         |
| Interseries | Blooming        | 1 - 1     | Oriente Petrolero | Ramón Aguilera Costas | 1 de marzo    | 20:30   | Tigo Sports | Ivo Méndez        | 7          | 0         |         |

| Fecha 4     | Fecha 4           | Fecha 4   | Fecha 4           | Fecha 4               | Fecha 4       | Fecha 4 | Fecha 4     | Fecha 4        | Fecha 4    | Fecha 4   | Fecha 4 |
| Serie       | Local             | Resultado | Visitante         | Estadio               | Fecha         | Hora    | TV          | Árbitro        | Amonestado | Expulsado |         |
| ----------- | ----------------- | --------- | ----------------- | --------------------- | ------------- | ------- | ----------- | -------------- | ---------- | --------- | ------- |
| A           | Universitario     | 2 - 0     | Guabirá           | Olímpico Patria       | 16 de febrero | 20:00   | Tigo Sports | Jordy Alemán   | 4          | 0         |         |
| B           | Sport Boys        | 0 - 0     | San José          | Samuel Vaca Jiménez   | 17 de febrero | 15:00   | Tigo Sports | Luis Irusta    | 7          | 0         |         |
| A           | Real Potosí       | 5 - 2     | Destroyers        | Víctor Agustín Ugarte | 17 de febrero | 17:15   | Tigo Sports | José Jordán    | 7          | 1         |         |
| A           | Jorge Wilstermann | 1 - 0     | Oriente Petrolero | Capitán José Angulo   | 18 de febrero | 15:00   | Tigo Sports | Gery Vargas    | 6          | 0         |         |
| B           | Royal Pari        | 1 - 0     | Nacional Potosí   | Juan Carlos Durán     | 18 de febrero | 15:00   | Tigo Sports | Víctor Hurtado | 3          | 0         |         |
| Interseries | The Strongest     | 2 - 0     | Bolívar           | Hernando Siles        | 18 de febrero | 17:15   | Tigo Sports | Juan García    | 8          | 0         |         |
| B           | Blooming          | 1 - 0     | Aurora            | Ramón Aguilera Costas | 18 de febrero | 19:30   | Tigo Sports | Gado Flores    | 5          | 0         |         |

| Fecha 5     | Fecha 5           | Fecha 5   | Fecha 5           | Fecha 5               | Fecha 5       | Fecha 5 | Fecha 5     | Fecha 5            | Fecha 5    | Fecha 5   | Fecha 5 |
| Serie       | Local             | Resultado | Visitante         | Estadio               | Fecha         | Hora    | TV          | Árbitro            | Amonestado | Expulsado |         |
| ----------- | ----------------- | --------- | ----------------- | --------------------- | ------------- | ------- | ----------- | ------------------ | ---------- | --------- | ------- |
| A           | Guabirá           | 6 - 0     | Real Potosí       | Ramón Aguilera Costas | 24 de febrero | 15:00   | Tigo Sports | Luis Irusta        | 4          | 1         |         |
| B           | The Strongest     | 3 - 0     | Royal Pari        | Hernando Siles        | 24 de febrero | 17:15   | Tigo Sports | Gery Vargas        | 7          | 0         |         |
| B           | Nacional Potosí   | 3 - 0     | Sport Boys        | Víctor Agustín Ugarte | 24 de febrero | 20:00   | Tigo Sports | Nelson Barros      | 3          | 1         |         |
| Interseries | Aurora            | 0 - 0     | Jorge Wilstermann | Evo Morales           | 25 de febrero | 15:00   | Tigo Sports | Raúl Orosco        | 9          | 0         |         |
| B           | San José          | 4 - 0     | Blooming          | Jesús Bermúdez        | 25 de febrero | 15:00   | Tigo Sports | José Jordán        | 6          | 0         |         |
| A           | Destroyers        | 2 - 2     | Bolívar           | Ramón Aguilera Costas | 25 de febrero | 17:15   | Tigo Sports | Carlos García      | 9          | 0         |         |
| A           | Oriente Petrolero | 4 - 2     | Universitario     | Ramón Aguilera Costas | 26 de febrero | 20:30   | Tigo Sports | Alejandro Mancilla | 5          | 0         |         |

| Fecha 6     | Fecha 6       | Fecha 6   | Fecha 6           | Fecha 6               | Fecha 6    | Fecha 6 | Fecha 6     | Fecha 6            | Fecha 6    | Fecha 6   | Fecha 6 |
| Serie       | Local         | Resultado | Visitante         | Estadio               | Fecha      | Hora    | TV          | Árbitro            | Amonestado | Expulsado |         |
| ----------- | ------------- | --------- | ----------------- | --------------------- | ---------- | ------- | ----------- | ------------------ | ---------- | --------- | ------- |
| B           | Aurora        | 1 - 1     | San José          | Capitán José Angulo   | 3 de marzo | 15:00   | Tigo Sports | Alejandro Mancilla | 6          | 1         |         |
| B           | Sport Boys    | 3 - 2     | The Strongest     | Samuel Vaca Jiménez   | 3 de marzo | 17:15   | Tigo Sports | Álvaro Campos      | 8          | 0         |         |
| A           | Universitario | 1 - 1     | Jorge Wilstermann | Olímpico Patria       | 4 de marzo | 15:00   | Tigo Sports | Luis Irusta        | 3          | 0         |         |
| A           | Bolívar       | 2 - 0     | Guabirá           | Hernando Siles        | 4 de marzo | 16:00   | Bolívar TV  | Gery Vargas        | 5          | 0         |         |
| A           | Real Potosí   | 2 - 1     | Oriente Petrolero | Víctor Agustín Ugarte | 4 de marzo | 17:15   | Tigo Sports | Jordy Alemán       | 5          | 0         |         |
| Interseries | Royal Pari    | 2 - 2     | Destroyers        | Ramón Aguilera Costas | 4 de marzo | 19:30   | Tigo Sports | Juan Nelio García  | 5          | 0         |         |
| B           | Blooming      | 1 - 2     | Nacional Potosí   | Ramón Aguilera Costas | 5 de marzo | 20:30   | Tigo Sports | Raúl Orosco        | 2          | 0         |         |

| Fecha 7     | Fecha 7           | Fecha 7   | Fecha 7       | Fecha 7                | Fecha 7     | Fecha 7 | Fecha 7     | Fecha 7            | Fecha 7    | Fecha 7   | Fecha 7 |
| Serie       | Local             | Resultado | Visitante     | Estadio                | Fecha       | Hora    | TV          | Árbitro            | Amonestado | Expulsado |         |
| ----------- | ----------------- | --------- | ------------- | ---------------------- | ----------- | ------- | ----------- | ------------------ | ---------- | --------- | ------- |
| A           | Guabirá           | 0 - 0     | Destroyers    | Ramón Aguilera Costas  | 7 de marzo  | 18:15   | Tigo Sports | Juan Castro        | 7          | 1         |         |
| B           | Royal Pari        | 1 - 2     | Sport Boys    | Ramón Aguilera Costas  | 7 de marzo  | 20:30   | Tigo Sports | Ivo Méndez         | 5          | 0         |         |
| A           | Jorge Wilstermann | 4 - 0     | Real Potosí   | Capitán José Angulo    | 8 de marzo  | 15:00   | Tigo Sports | José Jordán        | 4          | 0         |         |
| B           | The Strongest     | 4 - 0     | Blooming      | Estadio Hernando Siles | 8 de marzo  | 20:00   | Tigo Sports | Alejandro Mancilla | 4          | 1         |         |
| A           | Oriente Petrolero | 0 - 0     | Bolívar       | Ramón Aguilera Costas  | 8 de marzo  | 20:45   | Tigo Sports | Raúl Orosco        | 8          | 1         |         |
| Interseries | San José          | 2 - 1     | Universitario | Jesús Bermúdez         | 25 de marzo | 16:00   | Tigo Sports | Joaquín Antequera  | 9          | 0         |         |
| B           | Nacional Potosí   | 1 - 1     | Aurora        | Víctor Agustín Ugarte  | 25 de marzo | 20:00   | Tigo Sports | Luis Yrusta        | 5          | 0         |         |

| Fecha 8     | Fecha 8           | Fecha 8   | Fecha 8     | Fecha 8                | Fecha 8     | Fecha 8 | Fecha 8     | Fecha 8           | Fecha 8    | Fecha 8   | Fecha 8 |
| Serie       | Local             | Resultado | Visitante   | Estadio                | Fecha       | Hora    | TV          | Árbitro           | Amonestado | Expulsado |         |
| ----------- | ----------------- | --------- | ----------- | ---------------------- | ----------- | ------- | ----------- | ----------------- | ---------- | --------- | ------- |
| A           | Jorge Wilstermann | 4 - 2     | Bolívar     | Capitán José Angulo    | 11 de marzo | 15:00   | Tigo Sports | Juan Nelio García | 7          | 0         |         |
| Interseries | Guabirá           | 1 - 1     | Sport Boys  | Ramón Aguilera Costas  | 11 de marzo | 17:15   | Tigo Sports | Joaquín Antequera | 7          | 0         |         |
| B           | The Strongest     | 2 - 1     | Aurora      | Estadio Hernando Siles | 11 de marzo | 17:15   | Tigo Sports | Álvaro Campos     | 9          | 0         |         |
| A           | Universitario     | 3 - 1     | Real Potosí | Olímpico Patria        | 11 de marzo | 19:30   | Tigo Sports | Carlos García     | 10         | 0         |         |
| B           | Royal Pari        | 0 - 1     | Blooming    | Ramón Aguilera Costas  | 12 de marzo | 20:00   | Tigo Sports | Jorge Justiniano  | 8          | 0         |         |
| B           | Nacional Potosí   | 2 - 2     | San José    | Víctor Agustín Ugarte  | 13 de marzo | 20:00   | Tigo Sports | Víctor Hurtado    | 8          | 1         |         |
| A           | Oriente Petrolero | 4 - 4     | Destroyers  | Ramón Aguilera Costas  | 13 de marzo | 20:30   | Tigo Sports | Luis Irusta       | 9          | 1         |         |

| Fecha 9     | Fecha 9         | Fecha 9   | Fecha 9           | Fecha 9                | Fecha 9     | Fecha 9 | Fecha 9     | Fecha 9           | Fecha 9    | Fecha 9   | Fecha 9 |
| Serie       | Local           | Resultado | Visitante         | Estadio                | Fecha       | Hora    | TV          | Árbitro           | Amonestado | Expulsado |         |
| ----------- | --------------- | --------- | ----------------- | ---------------------- | ----------- | ------- | ----------- | ----------------- | ---------- | --------- | ------- |
| B           | Aurora          | 0 - 0     | Royal Pari        | Capitán José Angulo    | 17 de marzo | 15:00   | Tigo Sports | Nelson Barros     | 6          | 0         |         |
| A           | Destroyers      | 0 - 2     | Jorge Wilstermann | Ramón Aguilera Costas  | 17 de marzo | 19:30   | Tigo Sports | Orlando Quintana  | 6          | 1         |         |
| A           | Guabirá         | 1 - 2     | Oriente Petrolero | Gilberto Parada        | 18 de marzo | 15:00   | Tigo Sports | Juan Nelio García | 5          | 0         |         |
| Interseries | Nacional Potosí | 2 - 3     | Real Potosí       | Víctor Agustín Ugarte  | 18 de marzo | 15:00   | Tigo Sports | Luis Yrusta       | 3          | 0         |         |
| A           | Bolívar         | 2 - 0     | Universitario     | Estadio Hernando Siles | 18 de marzo | 16:00   | Bolívar TV  | Hostin Prado      | 7          | 1         |         |
| B           | San José        | 3 - 1     | The Strongest     | Jesús Bermúdez         | 18 de marzo | 17:15   | Tigo Sports | José Jordán       | 4          | 2         |         |
| B           | Blooming        | 1 - 0     | Sport Boys        | Ramón Aguilera Costas  | 18 de marzo | 20:00   | Tigo Sports | Ivo Méndez        | 3          | 0         |         |

| Fecha 10    | Fecha 10          | Fecha 10  | Fecha 10        | Fecha 10                 | Fecha 10    | Fecha 10 | Fecha 10    | Fecha 10          | Fecha 10   | Fecha 10  | Fecha 10 |
| Serie       | Local             | Resultado | Visitante       | Estadio                  | Fecha       | Hora     | TV          | Árbitro           | Amonestado | Expulsado |          |
| ----------- | ----------------- | --------- | --------------- | ------------------------ | ----------- | -------- | ----------- | ----------------- | ---------- | --------- | -------- |
| B           | The Strongest     | 0 - 1     | Nacional Potosí | Rafael Mendoza Castellón | 30 de marzo | 20:00    | Tigo Sports | Juan Nelio García | 6          | 1         |          |
| A           | Jorge Wilstermann | 3 - 0     | Guabirá         | Capitán José Angulo      | 31 de marzo | 15:00    | Tigo Sports | Luis Yrusta       | 2          | 0         |          |
| B           | Royal Pari        | 0 - 2     | San José        | Ramón Aguilera Costas    | 31 de marzo | 17:15    | Tigo Sports | Carlos García     | 5          | 0         |          |
| A           | Real Potosí       | 1 - 6     | Bolívar         | Víctor Agustín Ugarte    | 1 de abril  | 15:00    | Tigo Sports | Ivo Mendez        | 6          | 2         |          |
| A           | Universitario     | 1 - 1     | Destroyers      | Olímpico Patria          | 1 de abril  | 17:15    | Tigo Sports | Raúl Orosco       | 3          | 0         |          |
| Interseries | Oriente Petrolero | 1 - 2     | Blooming        | Ramón Aguilera Costas    | 1 de abril  | 19:30    | Tigo Sports | Gery Vargas       | 7          | 0         |          |
| B           | Sport Boys        | 1 - 2     | Aurora          | Samuel Vaca Jiménez      | 2 de abril  | 20:00    | Tigo Sports | Jordy Alemán      | 8          | 1         |          |

| Fecha 11    | Fecha 11          | Fecha 11  | Fecha 11          | Fecha 11              | Fecha 11   | Fecha 11 | Fecha 11    | Fecha 11           | Fecha 11   | Fecha 11  | Fecha 11 |
| Serie       | Local             | Resultado | Visitante         | Estadio               | Fecha      | Hora     | TV          | Árbitro            | Amonestado | Expulsado |          |
| ----------- | ----------------- | --------- | ----------------- | --------------------- | ---------- | -------- | ----------- | ------------------ | ---------- | --------- | -------- |
| A           | Guabirá           | 2 - 2     | Universitario     | Ramón Aguilera Costas | 6 de abril | 15:00    | Tigo Sports | Joaquín Antequera  | 7          | 1         |          |
| B           | Nacional Potosí   | 2 - 2     | Royal Pari        | Víctor Agustín Ugarte | 6 de abril | 20:00    | Tigo Sports | Gado Flores        | 10         | 3         |          |
| B           | Aurora            | 0 - 2     | Blooming          | Capitán José Angulo   | 7 de abril | 15:00    | Tigo Sports | Álvaro Campos      | 6          | 0         |          |
| A           | Destroyers        | 2 - 0     | Real Potosí       | Ramón Aguilera Costas | 8 de abril | 15:00    | Tigo Sports | Raúl Orosco        | 7          | 0         |          |
| B           | San José          | 4 - 0     | Sport Boys        | Jesús Bermúdez        | 8 de abril | 17:15    | Tigo Sports | Luis Yrusta        | 2          | 1         |          |
| Interseries | Bolívar           | 3 - 0     | The Strongest     | Hernando Siles        | 8 de abril | 16:00    | Bolívar TV  | Gery Vargas        | 7          | 0         |          |
| A           | Oriente Petrolero | 3 - 1     | Jorge Wilstermann | Ramón Aguilera Costas | 8 de abril | 19:30    | Tigo Sports | Alejandro Mancilla | 9          | 0         |          |

| Fecha 12    | Fecha 12          | Fecha 12  | Fecha 12          | Fecha 12                 | Fecha 12    | Fecha 12 | Fecha 12    | Fecha 12           | Fecha 12   | Fecha 12  | Fecha 12 |
| Serie       | Local             | Resultado | Visitante         | Estadio                  | Fecha       | Hora     | TV          | Árbitro            | Amonestado | Expulsado |          |
| ----------- | ----------------- | --------- | ----------------- | ------------------------ | ----------- | -------- | ----------- | ------------------ | ---------- | --------- | -------- |
| B           | Royal Pari        | 0 - 2     | The Strongest     | Ramón Aguilera Costas    | 14 de abril | 15:00    | Tigo Sports | Alejandro Mancilla | 8          | 0         |          |
| A           | Universitario     | 1 - 1     | Oriente Petrolero | Olímpico Patria          | 14 de abril | 17:15    | Tigo Sports | Luis Yrusta        | 3          | 0         |          |
| Interseries | Jorge Wilstermann | 5 - 1     | Aurora            | Capitán José Angulo      | 15 de abril | 15:00    | Tigo Sports | Ivo Méndez         | 3          | 0         |          |
| A           | Bolívar           | 1 - 1     | Destroyers        | Libertador Simón Bolívar | 15 de abril | 16:00    | Bolívar TV  | José Jordán        | 7          | 0         |          |
| A           | Real Potosí       | 2 - 1     | Guabirá           | Víctor Agustín Ugarte    | 15 de abril | 16:00    | Tigo Sports | Gado Flores        | 4          | 1         |          |
| B           | Blooming          | 0 - 1     | San José          | Ramón Aguilera Costas    | 15 de abril | 19:30    | Tigo Sports | Raúl Orosco        | 5          | 0         |          |
| B           | Sport Boys        | 4 - 0     | Nacional Potosí   | Samuel Vaca Jiménez      | 16 de abril | 20:00    | Tigo Sports | Carlos García      | 8          | 1         |          |

| Fecha 13    | Fecha 13          | Fecha 13  | Fecha 13      | Fecha 13                 | Fecha 13    | Fecha 13 | Fecha 13    | Fecha 13          | Fecha 13   | Fecha 13  | Fecha 13 |
| Serie       | Local             | Resultado | Visitante     | Estadio                  | Fecha       | Hora     | TV          | Árbitro           | Amonestado | Expulsado |          |
| ----------- | ----------------- | --------- | ------------- | ------------------------ | ----------- | -------- | ----------- | ----------------- | ---------- | --------- | -------- |
| A           | Guabirá           | 4 - 1     | Bolívar       | Ramón Aguilera Costas    | 21 de abril | 15:00    | Tigo Sports | Raúl Orosco       | 5          | 0         |          |
| B           | The Strongest     | 3 - 0     | Sport Boys    | Rafael Mendoza Castellón | 21 de abril | 17:15    | Tigo Sports | Hostin Prado      | 5          | 1         |          |
| A           | Oriente Petrolero | 3 - 1     | Real Potosí   | Ramón Aguilera Costas    | 21 de abril | 20:15    | Tigo Sports | Álvaro Campos     | 8          | 2         |          |
| A           | Jorge Wilstermann | 7 - 0     | Universitario | Capitán José Angulo      | 22 de abril | 15:00    | Tigo Sports | Juan Nelio García | 1          | 0         |          |
| B           | Nacional Potosí   | 4 - 3     | Blooming      | Víctor Agustín Ugarte    | 22 de abril | 15:00    | Tigo Sports | Jorge Justiniano  | 4          | 0         |          |
| B           | San José          | 3 - 2     | Aurora        | Jesús Bermúdez           | 22 de abril | 17:15    | Tigo Sports | Julio Gutiérrez   | 3          | 1         |          |
| Interseries | Destroyers        | 0 - 2     | Royal Pari    | Ramón Aguilera Costas    | 22 de abril | 19:30    | Tigo Sports | Joaquín Antequera | 6          | 0         |          |

| Fecha 14    | Fecha 14      | Fecha 14  | Fecha 14          | Fecha 14                 | Fecha 14    | Fecha 14 | Fecha 14    | Fecha 14          | Fecha 14   | Fecha 14  | Fecha 14 |
| Serie       | Local         | Resultado | Visitante         | Estadio                  | Fecha       | Hora     | TV          | Árbitro           | Amonestado | Expulsado |          |
| ----------- | ------------- | --------- | ----------------- | ------------------------ | ----------- | -------- | ----------- | ----------------- | ---------- | --------- | -------- |
| B           | Blooming      | 2 - 1     | The Strongest     | Ramón Aguilera Costas    | 25 de marzo | 20:15    | Tigo Sports | Raúl Orosco       | 4          | 0         |          |
| B           | Aurora        | 2 - 0     | Nacional Potosí   | Capitán José Angulo      | 28 de abril | 15:00    | Tigo Sports | Jordy Alemán      | 2          | 0         |          |
| B           | Sport Boys    | 0 - 0     | Royal Pari        | Samuel Vaca Jiménez      | 28 de abril | 15:00    | Tigo Sports | Rafael Subirana   | 3          | 0         |          |
| A           | Bolívar       | 0 - 0     | Oriente Petrolero | Libertador Simón Bolívar | 28 de abril | 15:00    | Bolívar TV  | Carlos García     | 8          | 0         |          |
| A           | Real Potosí   | 0 - 6     | Jorge Wilstermann | Víctor Agustín Ugarte    | 29 de abril | 15:00    | Tigo Sports | Luis Yrusta       | 8          | 0         |          |
| A           | Destroyers    | 4 - 4     | Guabirá           | Ramón Aguilera Costas    | 29 de abril | 15:00    | Tigo Sports | Juan Nelio García | 8          | 0         |          |
| Interseries | Universitario | 1 - 2     | San José          | Olímpico Patria          | 29 de abril | 15:00    | Tigo Sports | Raúl Orosco       | 4          | 0         |          |

## Liguilla de perdedores
|  | Cuartos de Final 4 de mayo - 13 de mayo | Cuartos de Final 4 de mayo - 13 de mayo | Cuartos de Final 4 de mayo - 13 de mayo | Cuartos de Final 4 de mayo - 13 de mayo |   |       | Semifinales 20 de mayo - 26 de mayo | Semifinales 20 de mayo - 26 de mayo | Semifinales 20 de mayo - 26 de mayo | Semifinales 20 de mayo - 26 de mayo |   |  | Final 30 de mayo - 3 de junio | Final 30 de mayo - 3 de junio | Final 30 de mayo - 3 de junio | Final 30 de mayo - 3 de junio |  |
|  |                                         |                                         |                                         |                                         |   |       |                                     |                                     |                                     |                                     |   |  |                               |                               |                               |                               |  |
|  |                                         |                                         |                                         |                                         |   |       |                                     |                                     |                                     |                                     |   |  |                               |                               |                               |                               |  |
|  | 7.ºA                                    | Universitario                           | 0                                       | 0                                       |   |       |                                     |                                     |                                     |                                     |   |  |                               |                               |                               |                               |  |
|  | 7.ºA                                    | Universitario                           | 0                                       | 0                                       |   |       |                                     |                                     |                                     |                                     |   |  |                               |                               |                               |                               |  |
|  | 5.ºB                                    | Royal Pari                              | 1                                       | 2                                       |   |       |                                     |                                     |                                     |                                     |   |  |                               |                               |                               |                               |  |
|  | 5.ºB                                    | Royal Pari                              | 1                                       | 2                                       |   | 1.º   | Royal Pari                          | 2                                   | 0 (3)                               |                                     |   |  |                               |                               |                               |                               |  |
|  |                                         |                                         |                                         |                                         |   | 1.º   | Royal Pari                          | 2                                   | 0 (3)                               |                                     |   |  |                               |                               |                               |                               |  |
|  |                                         |                                         | M.P.                                    | Real Potosí (p.)                        | 1 | 3 (4) |                                     |                                     |                                     |                                     |   |  |                               |                               |                               |                               |  |
|  |                                         |                                         | M.P.                                    | Real Potosí (p.)                        | 1 | 3 (4) |                                     |                                     |                                     |                                     |   |  |                               |                               |                               |                               |  |
|  |                                         |                                         |                                         |                                         |   |       |                                     |                                     |                                     |                                     |   |  |                               |                               |                               |                               |  |
|  |                                         |                                         |                                         |                                         |   |       |                                     |                                     |                                     |                                     |   |  |                               |                               |                               |                               |  |
|  |                                         |                                         |                                         |                                         |   |       |                                     | Real Potosí                         | Real Potosí                         | 1                                   | 0 |  |                               |                               |                               |                               |  |
|  |                                         |                                         |                                         |                                         |   |       |                                     |                                     |                                     |                                     | 0 |  |                               |                               |                               |                               |  |
|  |                                         |                                         | Guabirá                                 | Guabirá                                 | 4 | 2     |                                     |                                     |                                     |                                     |   |  |                               |                               |                               |                               |  |
|  | 5.ºA                                    | Real Potosí                             | Guabirá                                 | Guabirá                                 | 4 | 2     | 0                                   | 1                                   |                                     |                                     |   |  |                               |                               |                               |                               |  |
|  | 5.ºA                                    | Real Potosí                             |                                         |                                         |   |       |                                     |                                     |                                     |                                     |   |  |                               |                               |                               |                               |  |
|  | 7.ºB                                    | Sport Boys                              | 0                                       | 2                                       |   |       |                                     |                                     |                                     |                                     |   |  |                               |                               |                               |                               |  |
|  | 7.ºB                                    | Sport Boys                              | 0                                       | 2                                       |   | 2.º   | Sport Boys                          | 2                                   | 0 (4)                               |                                     |   |  |                               |                               |                               |                               |  |
|  |                                         |                                         |                                         |                                         |   | 2.º   | Sport Boys                          | 2                                   | 0 (4)                               |                                     |   |  |                               |                               |                               |                               |  |
|  |                                         |                                         | 3.º                                     | Guabirá (p.)                            | 2 | 0 (5) |                                     |                                     |                                     |                                     |   |  |                               |                               |                               |                               |  |
|  | 6.ºB                                    | Aurora                                  | 3.º                                     | Guabirá (p.)                            | 2 | 0 (5) | 0                                   | 0                                   |                                     |                                     |   |  |                               |                               |                               |                               |  |
|  | 6.ºB                                    | Aurora                                  |                                         |                                         |   |       |                                     |                                     |                                     |                                     |   |  |                               |                               |                               |                               |  |
|  | 6.ºA                                    | Guabirá                                 | 1                                       | 0                                       |   |       |                                     |                                     |                                     |                                     |   |  |                               |                               |                               |                               |  |
|  | 6.ºA                                    | Guabirá                                 | 1                                       | 0                                       |   |       |                                     |                                     |                                     |                                     |   |  |                               |                               |                               |                               |  |
|  |                                         |                                         |                                         |                                         |   |       |                                     |                                     |                                     |                                     |   |  |                               |                               |                               |                               |  |

- Nota: El primero de cada llave, define la serie como local.

### Cuartos de final
- La hora de cada encuentro corresponde al huso horario que rige a Bolivia (UTC-4).

| 5 de mayo de 2018, 17:15 | Sport Boys | 0:0 (0:0) | Real Potosí | Samuel Vaca Jiménez, Warnes                               |                                                           |
|                          |            | Reporte   |             | Asistencia: 4 000 espectadores Árbitro(s): Víctor Hurtado | Asistencia: 4 000 espectadores Árbitro(s): Víctor Hurtado |

| 13 de mayo de 2018, 15:00 | Real Potosí             | 1:2 (1:1) | Sport Boys                                  | Víctor Agustín Ugarte, Potosí                           |                                                         |
|                           | Diego Rivero Cortez 42' | Reporte   | 8' Yony Angulo · 55' Franz Gonzáles Mejía · | Asistencia: 1 000 espectadores Árbitro(s): Hostin Prado | Asistencia: 1 000 espectadores Árbitro(s): Hostin Prado |

| 4 de mayo de 2018, 20:00 | Guabirá                   | 1:0 (0:0) | Aurora | Gilberto Parada, Montero                               |                                                        |
|                          | José Alfredo Castillo 52' | Reporte   |        | Asistencia: 5 000 espectadores Árbitro(s): José Jordán | Asistencia: 5 000 espectadores Árbitro(s): José Jordán |

| 13 de mayo de 2018, 15:00 | Aurora | 0:0 (0:0) | Guabirá | Capitán José Angulo, Sacaba                            |                                                        |
|                           |        | Reporte   |         | Asistencia: 1 000 espectadores Árbitro(s): Luis Irusta | Asistencia: 1 000 espectadores Árbitro(s): Luis Irusta |

| 5 de mayo de 2018, 15:00 | Royal Pari         | 1:0 (0:0) | Universitario | Ramón Aguilera Costas, Santa Cruz                       |                                                         |
|                          | Thiago Ribeiro 89' | Reporte   |               | Asistencia: 2 000 espectadores Árbitro(s): Jordy Alemán | Asistencia: 2 000 espectadores Árbitro(s): Jordy Alemán |

| 13 de mayo de 2018, 17:15 | Universitario | 0:2 (0:1) | Royal Pari           | Olímpico Patria, Sucre                                   |                                                          |
|                           |               | Reporte   | 13' 55' Mauro Milano | Asistencia: 3 000 espectadores Árbitro(s): Nelson Barros | Asistencia: 3 000 espectadores Árbitro(s): Nelson Barros |

### Semifinales
- La hora de cada encuentro corresponde al huso horario que rige a Bolivia (UTC-4).

| 20 de mayo de 2018, 15:00 | Guabirá                               | 2:2 (2:1) | Sport Boys                            | Gilberto Parada, Montero                                     |                                                              |
|                           | Enrique Hurtado 10' · Diego Hoyos 13' | Reporte   | 19' Imanol Iriberri · 83' Juan Rivero | Asistencia: 5 000 espectadores Árbitro(s): Juan Nelio García | Asistencia: 5 000 espectadores Árbitro(s): Juan Nelio García |

| 26 de mayo de 2018, 19:30 | Sport Boys                                                                                         | 0:0 (0:0) (4:5 p.)         | Guabirá                                                                                  | Samuel Vaca Jiménez, Warnes                           |                                                       |
|                           | | Reporte                    |                                                                                          | Asistencia: 4 000 espectadores Árbitro(s): Ivo Méndez | Asistencia: 4 000 espectadores Árbitro(s): Ivo Méndez |
|                           | | Tiros desde el punto penal |                                                                                          |                                                       |                                                       |
|                           | Carmelo Algarañaz · Yony Angulo · Oscar Velázquez · Luciano Ursino · Imanol Iriberri · Juan Rivero |                            | José Castillo · Luis Hurtado · Jorge Lovera · Miguel Pinto · Dico Roca · Nelson Amarilla |                                                       |                                                       |

| 19 de mayo de 2018, 15:00 | Royal Pari                                    | 2:1 (1:1) | Real Potosí     | Ramón Aguilera Costas, Santa Cruz                      |                                                        |
|                           | Guilmer Justiniano 35' · Anderson Gonzaga 68' | Reporte   | 44' Germán Sosa | Asistencia: 2 000 espectadores Árbitro(s): Raúl Orosco | Asistencia: 2 000 espectadores Árbitro(s): Raúl Orosco |

| 26 de mayo de 2018, 17:15 | Real Potosí                                                    | 3:0 (1:0) (4:3 p.)         | Royal Pari                                                                         | Víctor Agustín Ugarte, Potosí                          |                                                        |
|                           | Diego Rivero 27' · Darwin Peña 47' · Aldo Gallardo 50' ·       | Reporte                    |                                                                                    | Asistencia: 3 000 espectadores Árbitro(s): Luis Irusta | Asistencia: 3 000 espectadores Árbitro(s): Luis Irusta |
|                           |                                                                | Tiros desde el punto penal |                                                                                    |                                                        |                                                        |
|                           | Diego Rivero · Leonardo Iglesias · Darwin Peña · Germán Sosa · |                            | Thiago Ribeiro · José Chávez · Ernesto Cristaldo · Anderson Gonzaga · Mariano Brau |                                                        |                                                        |

### Final
- La hora de cada encuentro corresponde al huso horario que rige a Bolivia (UTC-4).

| 30 de mayo de 2018, 19:30 | Guabirá                                             | 4:1 (3:0) | Real Potosí      | Gilberto Parada, Montero                               |                                                        |
|                           | José Alfredo Castillo 5' 65' · Luis Hurtado 40' 63' | Reporte   | 42' Diego Rivero | Asistencia: 6 000 espectadores Árbitro(s): Gery Vargas | Asistencia: 6 000 espectadores Árbitro(s): Gery Vargas |

| 3 de junio de 2018, 17:15 | Real Potosí | 0:2 (0:1) | Guabirá                                         | Víctor Agustín Ugarte, Potosí                          |                                                        |
|                           |             | Reporte   | 44' Juan Montenegro · 69' José Alfredo Castillo | Asistencia: 3 000 espectadores Árbitro(s): José Jordán | Asistencia: 3 000 espectadores Árbitro(s): José Jordán |

Ganador Liguilla de perdedores
|                                                              |
|                                                              |
| Guabirá Clasificado a Conmebol Sudamericana 2019 (Bolivia 4) |

## Liguilla de ganadores
|  | Cuartos de final | Cuartos de final  | Cuartos de final | Cuartos de final |   |     | Semifinales      | Semifinales      | Semifinales      | Semifinales      |         |                    | Final                 | Final                 | Final                 | Final                 | Final                 |  |
|  | 6 al 13 de mayo  | 6 al 13 de mayo   | 6 al 13 de mayo  | 6 al 13 de mayo  |   |     | 19 al 27 de mayo | 19 al 27 de mayo | 19 al 27 de mayo | 19 al 27 de mayo |         |                    | 30 de mayo-6 de junio | 30 de mayo-6 de junio | 30 de mayo-6 de junio | 30 de mayo-6 de junio | 30 de mayo-6 de junio |  |
|  |                  |                   |                  |                  |   |     |                  |                  |                  |                  |         |                    |                       |                       |                       |                       |                       |  |
|  |                  |                   |                  |                  |   |     |                  |                  |                  |                  |         |                    |                       |                       |                       |                       |                       |  |
|  | 4.ºB             | Blooming          | 0                | 1                |   |     |                  |                  |                  |                  |         |                    |                       |                       |                       |                       |                       |  |
|  | 4.ºB             | Blooming          | 0                | 1                |   |     |                  |                  |                  |                  |         |                    |                       |                       |                       |                       |                       |  |
|  | 1.ºA             | J. Wilstermann    | 3                | 3                |   |     |                  |                  |                  |                  |         |                    |                       |                       |                       |                       |                       |  |
|  | 1.ºA             | J. Wilstermann    | 3                | 3                |   | 1.º | J. Wilstermann   | 4                | 1                |                  |         |                    |                       |                       |                       |                       |                       |  |
|  |                  |                   |                  |                  |   | 1.º | J. Wilstermann   | 4                | 1                |                  |         |                    |                       |                       |                       |                       |                       |  |
|  |                  |                   | 4.º              | San José         | 2 | 0   |                  |                  |                  |                  |         |                    |                       |                       |                       |                       |                       |  |
|  | 1.ºB             | San José (p.)     | 4.º              | San José         | 2 | 0   | 0                | 8 (4)            |                  |                  |         |                    |                       |                       |                       |                       |                       |  |
|  | 1.ºB             | San José (p.)     |                  |                  |   |     |                  |                  |                  |                  |         |                    |                       |                       |                       |                       |                       |  |
|  | 4.ºA             | Destroyers        | 1                | 0 (2)            |   |     |                  |                  |                  |                  |         |                    |                       |                       |                       |                       |                       |  |
|  | 4.ºA             | Destroyers        | 1                | 0 (2)            |   |     |                  |                  |                  |                  |         | J. Wilstermann (p) | J. Wilstermann (p)    | 1                     | 2                     | 2 (3)                 |                       |  |
|  |                  |                   |                  |                  |   |     |                  |                  |                  |                  |         | J. Wilstermann (p) | J. Wilstermann (p)    | 1                     | 2                     | 2 (3)                 |                       |  |
|  |                  |                   | The Strongest    | The Strongest    | 2 | 1   | 2 (2)            |                  |                  |                  |         |                    |                       |                       |                       |                       |                       |  |
|  | 2.ºB             | The Strongest     | The Strongest    | The Strongest    | 2 | 1   | 2 (2)            | 1                | 5                |                  |         |                    |                       |                       |                       |                       |                       |  |
|  | 2.ºB             | The Strongest     |                  |                  |   |     |                  |                  | 5                |                  |         |                    |                       |                       |                       |                       |                       |  |
|  | 3.ºA             | Oriente Petrolero | 0                | 1                |   |     |                  |                  |                  |                  |         |                    |                       |                       |                       |                       |                       |  |
|  | 3.ºA             | Oriente Petrolero | 0                | 1                |   | 2.º | The Strongest    | 1                | 1                |                  |         | Tercer lugar       | Tercer lugar          | Tercer lugar          | Tercer lugar          |                       |                       |  |
|  |                  |                   |                  |                  |   | 2.º | The Strongest    | 1                | 1                |                  |         | Tercer lugar       | Tercer lugar          | Tercer lugar          | Tercer lugar          |                       |                       |  |
|  |                  |                   | 3.º              | Bolívar          | 0 | 1   |                  |                  |                  |                  |         |                    |                       |                       |                       |                       |                       |  |
|  | 2.ºA             | Bolívar           | 3.º              | Bolívar          | 0 | 1   | 2                | 1                |                  |                  | Bolívar | Bolívar            | 0                     | 0                     |                       |                       |                       |  |
|  | 2.ºA             | Bolívar           |                  |                  |   |     |                  |                  |                  |                  | Bolívar | Bolívar            | 0                     | 0                     |                       |                       |                       |  |
|  | 3.ºB             | Nacional Potosí   | 1                | 0                |   |     |                  |                  |                  |                  |         |                    | San José              | San José              | 4                     | 2                     |                       |  |
|  | 3.ºB             | Nacional Potosí   | 1                | 0                |   |     |                  |                  |                  |                  |         |                    | San José              | San José              | 4                     | 2                     |                       |  |
|  |                  |                   |                  |                  |   |     |                  |                  |                  |                  |         |                    |                       |                       |                       |                       |                       |  |

- Nota: El primero de cada llave, define la serie como local.

### Cuartos de final
- La hora de cada encuentro corresponde al huso horario que rige a Bolivia (UTC-4).

| 6 de mayo de 2018, 15:00 | Jorge Wilstermann                              | 3:0 (2:0) | Blooming | Capitán José Angulo, Sacaba                            |                                                        |
|                          | Ricardo Pedriel 13' 55' · 33' Juan Pablo Rioja | Reporte   |          | Asistencia: 6 200 espectadores Árbitro(s): Luis Irusta | Asistencia: 6 200 espectadores Árbitro(s): Luis Irusta |

| 13 de mayo de 2018, 19:30 | Blooming             | 1:3 (1:3) | Jorge Wilstermann                                 | Ramón Aguilera Costas, Santa Cruz                       |                                                         |
|                           | Christian Latorre 8' | Reporte   | 4' Ronny Montero · 18' Jorge Ortiz · 80' Serginho | Asistencia: 16 000 espectadores Árbitro(s): Gery Vargas | Asistencia: 16 000 espectadores Árbitro(s): Gery Vargas |

| 6 de mayo de 2018, 17:15 | Nacional Potosí | 1:2 (1:1) | Bolívar                              | Víctor Agustín Ugarte, Potosí                                |                                                              |
|                          | Edson Pérez 12' | Reporte   | 2' Edson Pérez · 63' Marcos Riquelme | Asistencia: 5 000 espectadores Árbitro(s): Juan Nelio García | Asistencia: 5 000 espectadores Árbitro(s): Juan Nelio García |

| 12 de mayo de 2018, 20:45 | Bolívar             | 1:0 (0:0) | Nacional Potosí | Hernando Siles, La Paz                                 |                                                        |
|                           | Juanmi Callejón 69' | Reporte   |                 | Asistencia: 10 000 espectadores Árbitro(s): Ivo Mendez | Asistencia: 10 000 espectadores Árbitro(s): Ivo Mendez |

| 6 de mayo de 2018, 15:00 | Oriente Petrolero | 0:1 (0:0) | The Strongest            | Ramón Aguilera Costas, Santa Cruz                       |                                                         |
|                          |                   | Reporte   | Pablo Daniel Escobar 81' | Asistencia: 15 000 espectadores Árbitro(s): Gery Vargas | Asistencia: 15 000 espectadores Árbitro(s): Gery Vargas |

| 12 de mayo de 2018, 15:00 | The Strongest                                                                                                | 5:1 (4:0) | Oriente Petrolero | Hernando Siles, La Paz                                  |                                                         |
|                           | Fernando Martelli 6' · Edis Ibargüen 20' · Pablo Daniel Escobar 21' · Jhasmani Campos 41' · Henry Vaca 73' · | Reporte   | Jorge Paredes 64' | Asistencia: 15 000 espectadores Árbitro(s): Raúl Orosco | Asistencia: 15 000 espectadores Árbitro(s): Raúl Orosco |

| 6 de mayo de 2018, 19:15 | Destroyers    | 1:0 (1:0) | San José | Ramón Aguilera Costas, Santa Cruz                      |                                                        |
|                          | Diego Paz 36' | Reporte   |          | Asistencia: 5 000 espectadores Árbitro(s): Raúl Orosco | Asistencia: 5 000 espectadores Árbitro(s): Raúl Orosco |

| 12 de mayo de 2018, 17:15 | San José | 8:0 (4:0) (4:2 p.)         | Destroyers                                                           | Jesús Bermúdez, Oruro                                   |                                                         |
|                           | Marcos Barrera 7' · Javier Sanguinetti 25' 78' · Carlos Saucedo 41' 44' 84' · Rodrigo Ramallo 74' · Marcelo Gomes 89' · | Reporte                    |                                                                      | Asistencia: 18 000 espectadores Árbitro(s): Gado Flores | Asistencia: 18 000 espectadores Árbitro(s): Gado Flores |
|                           | | Tiros desde el punto penal |                                                                      |                                                         |                                                         |
|                           | Marcelo Gomes · Javier Sanguinetti · Marcos Barrera · Rodrigo Ramallo                                                   |                            | Diego Paz · Álvaro Paniagua · Wilfredo Soleto · Jorge Vargas Ortiz · |                                                         |                                                         |

### Semifinales
- La hora de cada encuentro corresponde al huso horario que rige a Bolivia (UTC-4).

| 20 de mayo de 2018, 17:15 | San José               | 2:4 (1:3) | Jorge Wilstermann                                                | Jesús Bermúdez, Oruro                                  |                                                        |
|                           | Carlos Saucedo 31' 65' | Reporte   | 20' Gilbert Álvarez · 24' Lucas Gaúcho · 44' 55' Cristian Chávez | Asistencia: 20 000 espectadores Árbitro(s): Ivo Méndez | Asistencia: 20 000 espectadores Árbitro(s): Ivo Méndez |

| 27 de mayo de 2018, 15:00 | Jorge Wilstermann   | 1:0 (0:0) | San José | Capitán José Angulo, Sacaba                                  |                                                              |
|                           | Gilbert Álvarez 73' | Reporte   |          | Asistencia: 6 200 espectadores Árbitro(s): Juan Nelio García | Asistencia: 6 200 espectadores Árbitro(s): Juan Nelio García |

| 20 de mayo de 2018, 16:00 | Bolívar | 0:1 (0:0) | The Strongest     | Hernando Siles, La Paz                                  |                                                         |
|                           |         | Reporte   | Pablo Escobar 81' | Asistencia: 20 000 espectadores Árbitro(s): Gery Vargas | Asistencia: 20 000 espectadores Árbitro(s): Gery Vargas |

| 27 de mayo de 2018, 17:15 | The Strongest       | 1:1 (0:0) | Bolívar              | Hernando Siles, La Paz                                  |                                                         |
|                           | Jhasmani Campos 49' | Reporte   | William Ferreira 79' | Asistencia: 19 000 espectadores Árbitro(s): Raúl Orosco | Asistencia: 19 000 espectadores Árbitro(s): Raúl Orosco |

### Tercer lugar
- La hora de cada encuentro corresponde al huso horario que rige a Bolivia (UTC-4).

| 31 de mayo de 2018, 16:00 | San José                                                                    | 4:0 (0:0) | Bolívar | Jesús Bermúdez, Oruro                                   |                                                         |
|                           | Didí Torrico 67' · Jair Torrico 69' · Samuel Galindo 75' · Jair Reinoso 89' | Reporte   |         | Asistencia: 12 000 espectadores Árbitro(s): José Jordán | Asistencia: 12 000 espectadores Árbitro(s): José Jordán |

| 3 de junio de 2018, 17:00 | Bolívar | 0:2 (0:2) | San José                                 | Hernando Siles, La Paz                                       |                                                              |
|                           |         | Reporte   | 34' Rodrigo Ramallo · 45' Carlos Saucedo | Asistencia: 1 000 espectadores Árbitro(s): Juan Nelio García | Asistencia: 1 000 espectadores Árbitro(s): Juan Nelio García |

### Final
- La hora de cada encuentro corresponde al huso horario que rige a Bolivia (UTC-4).

| 30 de mayo de 2018, 20:00 | The Strongest                                | 2:1 (1:0) | Jorge Wilstermann | Hernando Siles, La Paz                                 |                                                        |
|                           | Ramiro Ballivián 42' · Fernando Martelli 78' | Reporte   | 62' Alex Silva    | Asistencia: 20 000 espectadores Árbitro(s): Ivo Méndez | Asistencia: 20 000 espectadores Árbitro(s): Ivo Méndez |

| 3 de junio de 2018, 15:00 | Jorge Wilstermann | 2:1 (2:1) | The Strongest         | Capitán José Angulo, Sacaba                           |                                                       |
|                           | Serginho 4' 32'   | Reporte   | 45' Fernando Martelli | Asistencia: 5 000 espectadores Árbitro(s): Ivo Méndez | Asistencia: 5 000 espectadores Árbitro(s): Ivo Méndez |

Partido de desempate
| 6 de junio de 2018, 20:00 | Jorge Wilstermann                                                                                                | 2:2 (1:1) (3:2 p.)         | The Strongest | Olímpico Patria, Sucre                                 |                                                        |
|                           | Gilbert Álvarez 9' · Serginho 49'                                                                                | Reporte                    | 40' Fernando Martelli · 77' Maximiliano Ortiz                                                                        | Asistencia: 20.000 espectadores Árbitro(s): Ivo Méndez | Asistencia: 20.000 espectadores Árbitro(s): Ivo Méndez |
|                           | | Tiros desde el punto penal | |                                                        |                                                        |
|                           | Fernando Saucedo · Cristian Chávez · Jorge Ortiz · Lucas Gaúcho · Arnaldo Giménez · Gilbert Álvarez · Oscar Vaca |                            | Fernando Martelli · Maximiliano Ortiz · Pablo Escobar · Gabriel Valverde · Edis Ibargüen · Henry Vaca · Rudy Cardozo |                                                        |                                                        |

| Campeón Wilstermann 1.º Título División Profesional 14.º Título de Primera División Clasificado a Conmebol Libertadores 2019 (Bolivia 1) |

6° Título Liguero
13° Título de Primera División

|}

## Estadísticas

### Goleadores
- Actualizado el 8 de julio de 2018.

| Pos. | Jugador               | Equipo            | Penal | Goles |
| ---- | --------------------- | ----------------- | ----- | ----- |
| 1.   | Carlos Saucedo        | San José          | 8     | 18    |
| 2.   | Gilbert Álvarez       | Wilstermann       | 1     | 16    |
| 3.   | José Alfredo Castillo | Guabirá           | 4     | 12    |
| 4.   | Jefferson Tavares     | Destroyers        | 1     | 9     |
| 5.   | José Alí Meza         | Oriente Petrolero | 3     | 8     |
| 6.   | Juanmi Callejón       | Bolívar           | 0     | 7     |
| 7.   | Marcos Riquelme       | Bolívar           | 0     | 7     |
| 8.   | Harold Reina          | Nacional Potosí   | 0     | 7     |
| 9.   | Rodrigo Ramallo       | San José          | 0     | 7     |
| 10.  | Ricardo Pedriel       | Wilstermann       | 0     | 7     |

Fuente: LFPB

### Asistentes
- Actualizado el 6 de abril de 2018.

| Pos. | Jugador              | Equipo            | Asistencias | PJ |
| ---- | -------------------- | ----------------- | ----------- | -- |
| 1.   | Darwin Peña          | Real Potosí       | 3           | 4  |
| 2.   | Juan Carlos Arce     | Bolívar           | 3           | 5  |
| 3.   | Paulo Rosales        | Oriente Petrolero | 3           | 4  |
| 4.   | Diego Rivero Cortez  | Real Potosí       | 2           | 5  |
| 5.   | Diego Paz            | Destroyers        | 2           | 5  |
| 6.   | José Sagredo         | Blooming          | 1           | 4  |
| 7.   | José Alí Meza        | Oriente Petrolero | 1           | 4  |
| 8.   | Maximiliano Ortiz    | The Strongest     | 2           | 5  |
| 9.   | Pablo Daniel Escobar | The Strongest     | 1           | 5  |
| 10.  | Enrique Flores       | Bolívar           | 1           | 5  |

Fuente: [TBD]

### Anotaciones destacadas
- Actualizado el 8 de julio de 2018.

| Fecha            | Jugador               | Goles | Local             | Resultado | Visitante              |
| ---------------- | --------------------- | ----- | ----------------- | --------- | ---------------------- |
| Fecha 5          | Eduardo Giacopetti    | 3     | Guabirá           | 6 - 0     | Real Potosí            |
| Fecha 8          | José Alí Meza         | 3     | Oriente Petrolero | 4 - 4     | Destroyers             |
| Fecha 13         | Ricardo Pedriel       | 3     | Wilstermann       | 7 - 0     | Universitario de Sucre |
| Fecha 13         | Gilbert Álvarez       | 3     | Wilstermann       | 7 - 0     | Universitario de Sucre |
| Fecha 14         | José Alfredo Castillo | 3     | Destroyers        | 4 - 4     | Guabirá                |
| Cuartos de final | Carlos Saucedo        | 3     | San José          | 8 - 0     | Destroyers             |

### Autogoles
- Actualizado el 8 de julio de 2018.

| Fecha                | Jugador           | Equipo          | Autogoles | Contra          |
| -------------------- | ----------------- | --------------- | --------- | --------------- |
| Fecha 1              | Alan Loras        | Royal Pari      | 1         | Blooming        |
| Fecha 2              | Ronny Jiménez     | Aurora          | 1         | Royal Pari      |
| Fecha 2              | Cristian Vargas   | Real Potosí     | 1         | Nacional Potosí |
| Fecha 3              | Ezequiel Michelli | Guabirá         | 1         | Wilstermann     |
| Fecha 6              | Fernando Martelli | The Strongest   | 1         | Sport Boys      |
| Fecha 7              | Cristian Coimbra  | Blooming        | 1         | The Strongest   |
| Fecha 8              | José Fleitas      | Aurora          | 1         | The Strongest   |
| Fecha 11             | Luciano Ursino    | Sport Boys      | 1         | San José        |
| Fecha 13             | Martín Galaín     | Nacional Potosí | 1         | Blooming        |
| Cuartos de final ida | Juan Pablo Rioja  | Blooming        | 1         | Wilstermann     |

### Récords de goles
- Primer gol del Torneo Apertura 2018:
  -  Edson Pérez (Fecha 1:  San José 1 - 2  Nacional Potosí)
- Último gol del Torneo Apertura 2018:
  -  Maximiliano Ortiz (Final (Tercer Partido):  Jorge Wilstermann 2 - 2  The Strongest)
- Gol más rápido:
  - 42 segundos   Gabriel Giacopetti (Fecha 1: Guabirá 6 - 0Real Potosí)
- Gol más cercano al final del encuentro:
  - 90+3 minutos   Carlos Duarte (Fecha 3: Destroyers 1 - 0  Universitario)
- Mayor número de goles marcados en un partido:
  - 8 goles son 3 Partidos con 8 goles: 
 (Primera Fase (fecha 1):Real Potosí 4 - 4 Universitario)
(Primera Fase (fecha 8):Oriente Petrolero 4 - 4Destroyers) 
(Cuartos de final (vuelta):  San José 8 - 0Destroyers)
- Mayor victoria de local:
  -  San José (Cuartos de final (vuelta):  San José 8 - 0Destroyers)
- Mayor victoria de visita:
  -  Wilstermann (Fecha 14:Real Potosí 0 - 6 Wilstermann)